# Довгий струмок
Довгий струмок, Довгий Звір — струмок (річка) в Україні у Тячівському районі Закарпатської області. Ліва притока річки Турбат (басейн Дунаю).

## Опис
Довжина струмка приблизно 5,22 км, найкоротша відстань між витоком і гирлом — 4,23  км, коефіцієнт звивистості річки — 1,23 . Формується багатьма гірськими струмками.

## Розташування
Бере початок на південно-східних схилах безіменного плоскогір'я (1542,3 м). Тече переважно на північний схід хвойним лісом і впадає у річку Турбат, ліву притоку річки Брустурянки.

## Цікаві факти
- В середній частині струмок тече на висоті 1101,6 м над рівнем моря[1].